# مسجد الأمير عبد القادر
مسجد الأمير عبد القادر هو ثاني أكبر مسجد في الجزائر من حيث المساحة بعد مسجد الجزائر الأعظم يتسع ل 15000 مصلي بالإضافة إلى ساحة واسعة يمكن أن تضم آلاف أخرى يقع في قلب مدينة قسنطينة عاصمة الشرق الجزائري على طريق قدور بومدوس بمحاذاة محطة التلفزيون الجزائري ويضم كذلك جامعة العلوم الإسلامية وقد تداول على هذه الجامعة عدة علماء أجلاء كالشيخ محمد الغزالي والشيخ يوسف القرضاوي.
كما حاضر بها فطاحلة الدعوة الإسلامية الحديثة كالسوري البوطي الذي يزورها باستمرار وعمر عبد الكافي وحجازي وغيره.
تم تحقيق النسب الشريف الصحيح للأمير عبد القادر في كتاب (الإحياء بعد الإنساء) يصدر بمعرض القاهرة الدولي للكتاب 2011 م للمحقق الشريف عبد الفتاح فتحي أبو حسن شكر (الحدين ــ كوم حماده ــ بحيرة ــ مصر)

## تاريخ المسجد
يعتبر من أكبر المساجد شمال أفريقيا، يتميز بعلو مئذنتيه التي يبلغ ارتفاع كل واحدة منها 107م وارتفاع قبته 64م، يبهرك منظره بهندسته المعمارية الرائعة ويعدّ إحدى التحف التي أبدعتها يد الإنسان في العصر الحاضر، وإن إنجازه بهذا التصميم على النمط المشرقي الأندلسي، كان ثمرة تعاون بين بعض المهندسين والتقنيين من مصريين ومغاربة، إضافة إلى المساهمة الكبيرة للمهندسين والفنيين والعمال الجزائريين، ويتسع المسجد لنحو 15 ألف مصل، ونشير إلى أن المهندس المصري مصطفى موسى الذي يعدّ من كبار المهندسين العرب هو الذي قام بتصاميم المسجد والجامعة بمساعده الدكتور عطا إبراهيم عبد العال وابنه صبرى عطا إبراهيم ولقب بالدكتور لمهارته الحرفيه الفريده في ذالك الوقت في تصميم وتنفيذ مشغولات القيمة الاسلاميه بالجبس.
ويهزك مسجد الأمير بمجرد ولوجك إليه بزخرفته الراقية وباحتوائه على أضخم ثريّا بالجزائر وأشكال جمالية أبدع فيها جزائريون وعرب.
يطل على الأربع جهات نحو المنظر الجميل، واحد من أرقى أحياء قسنطينة، وحي فيلالي والجامعة المركزية وحي قدور بومدوس..
بناء مسجد الأمير عبد القادر الذي يعد إلى جانب الجامعة آية من آيات الفن المعماري الإسلامي وقد أسهم في إنجازها عدد كبير من المعماريين المسلمين المختصين في العمارة الإسلامية من ذوي الكفاءات العالية.

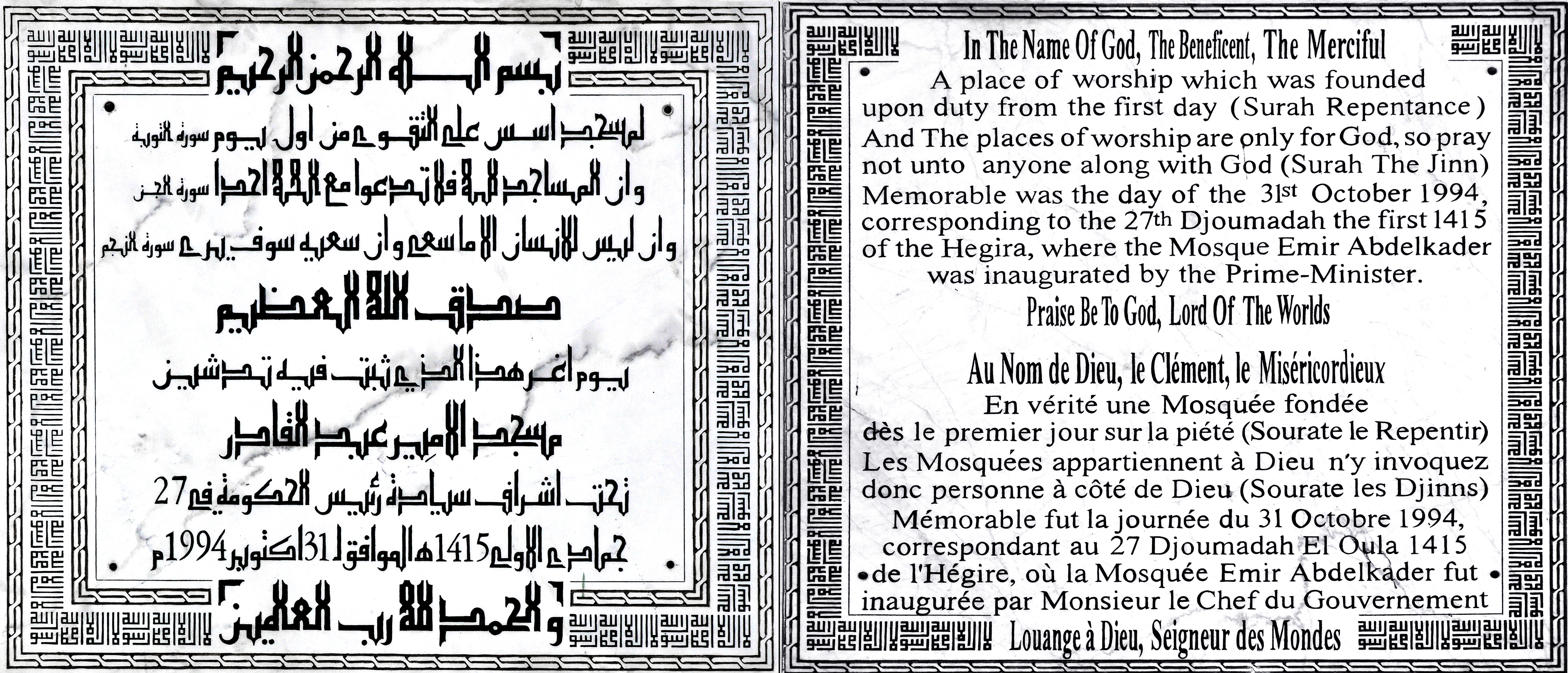
لوحة التدشين الرسمي للمسجد

سميت الجامعة والمسجد باسم الأمير عبد القادر مؤسس الدولة الجزائرية الحديثة. ولد عبد القادر بن محي الدين في سنة 1807 بقرية القيطنة الواقعة على واد الحمام شمال غرب مدينة معسكر. وفي سنة 1827 صحب والـده إلى الـحج فطـاف معه عواصـم الشـرق، وتعرف إلى كبار الشخصيات العلمية والدينية والسياسية. كانت بيعته الأولى الخاصة بوادي فروحة عند شجرة الدر دائرة من بلاد غريس أواخر سنة 1832، وبيعته العامة بمعسكر لأوائل سنة 1833. واجه الفرنسيين بوسائل متعددة منها المعارك الحربية التي انتهت بعقد مفاوضات مع الفرنسيين.
أهم المعاهدات التي وقعها، الأولى المعروفة بمعاهدة «دي ميشل» سنة 1834 والثانية المعروفة بمعاهدة «التافنة» سنة 1837.
توقف عن الجهاد عام 1848، ولجأ إلى خارج الجزائر حيث وضع تحت الإقامة الجبريــة في فرنسا من عام 1848 إلى 1852 حيث سافر إلى بورصة عاصمة العثمانيون الأولى سنة 1852 ثم انتقل إلى الأستانة (إسطنبول) عام 1853 ومنها انتقل إلى دمشق حيث عاش حتى وفاته سنة 1883. وأهم مؤلفاته: المواقف، وكتاب المقراض, الحاد لقطع لسان الطاعن في دين الإسلام من أهل الباطل والإلحاد، وذكرى العاقل وتنبيه الغافل.

## معرض الصور

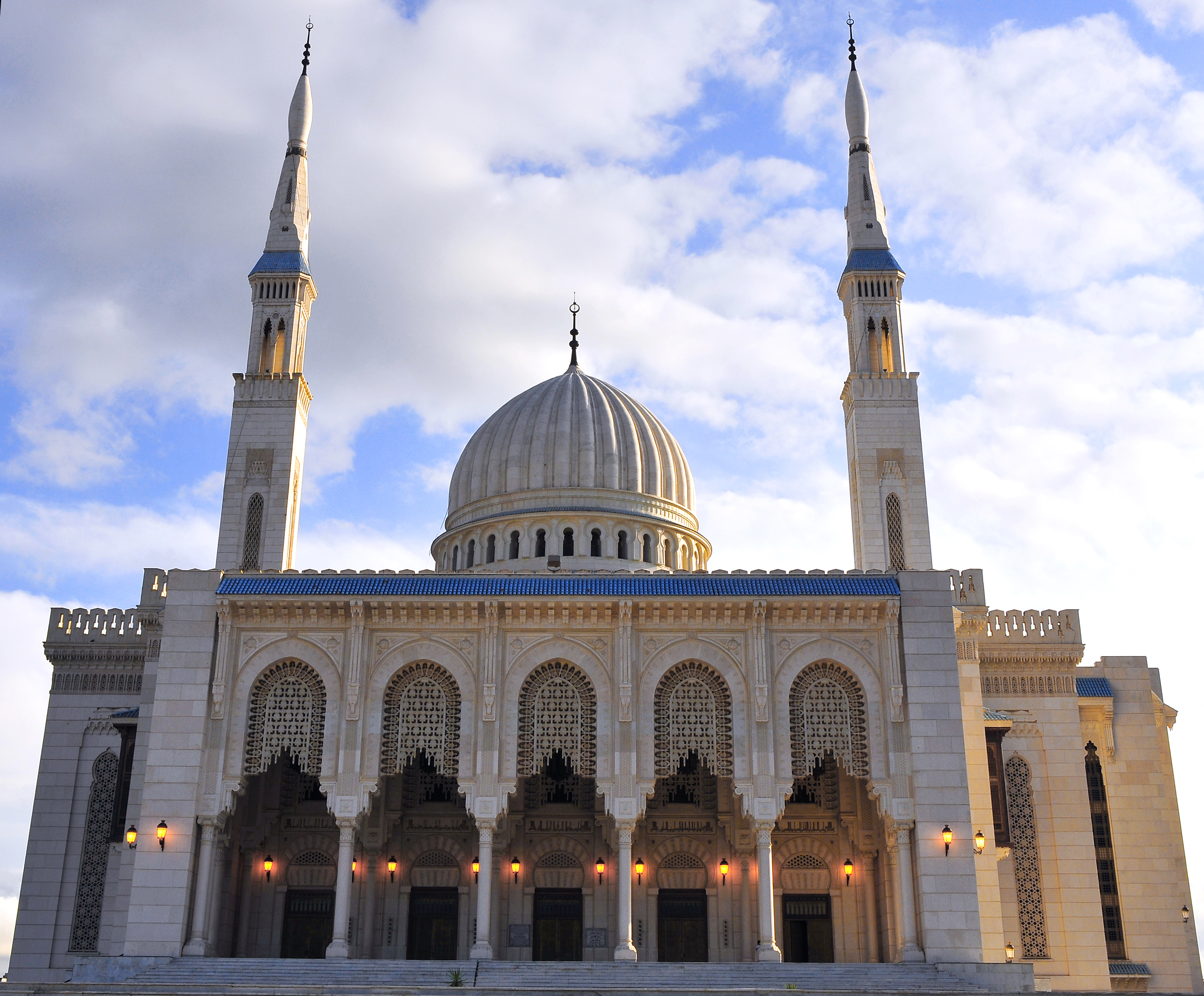
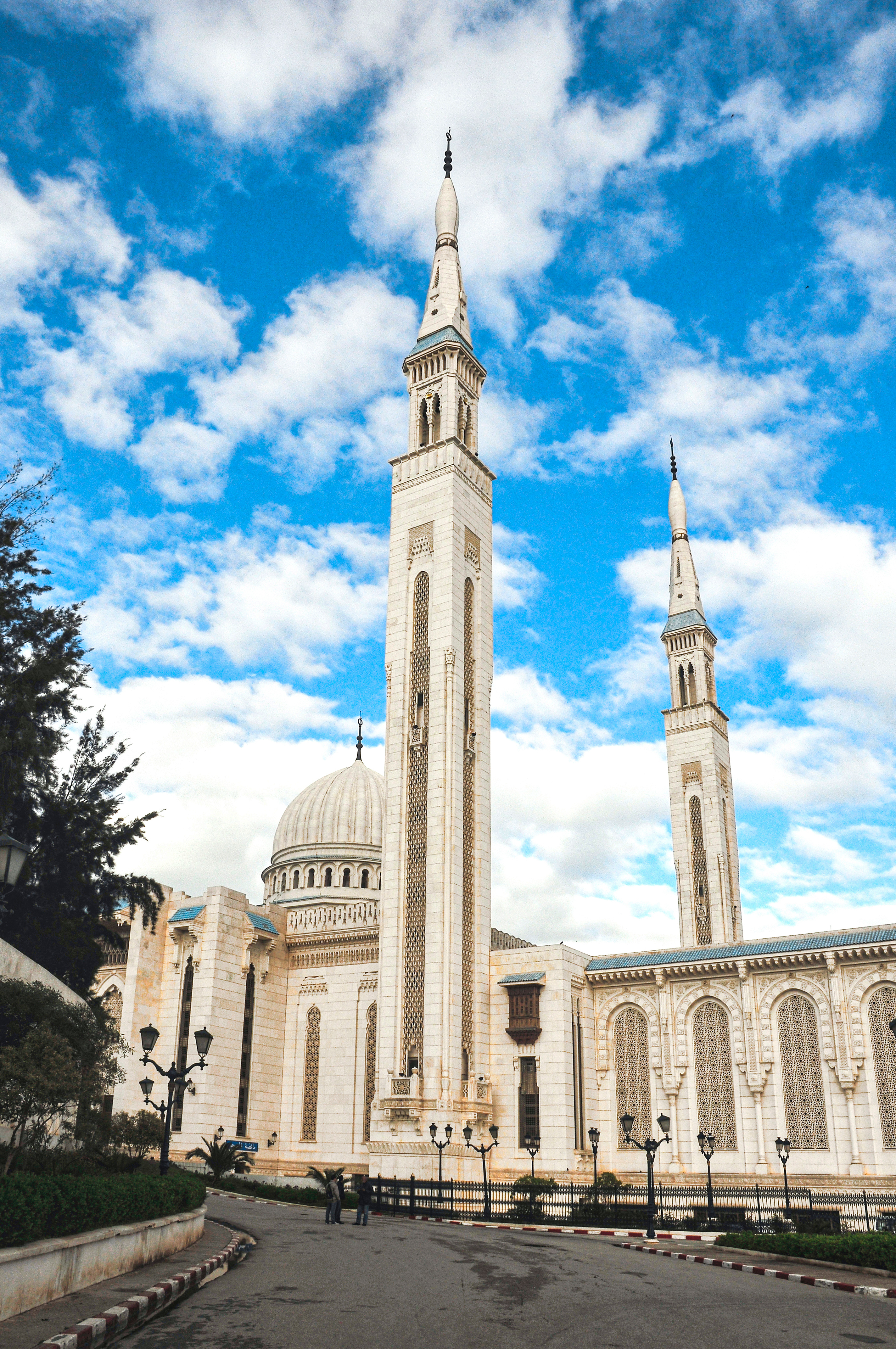
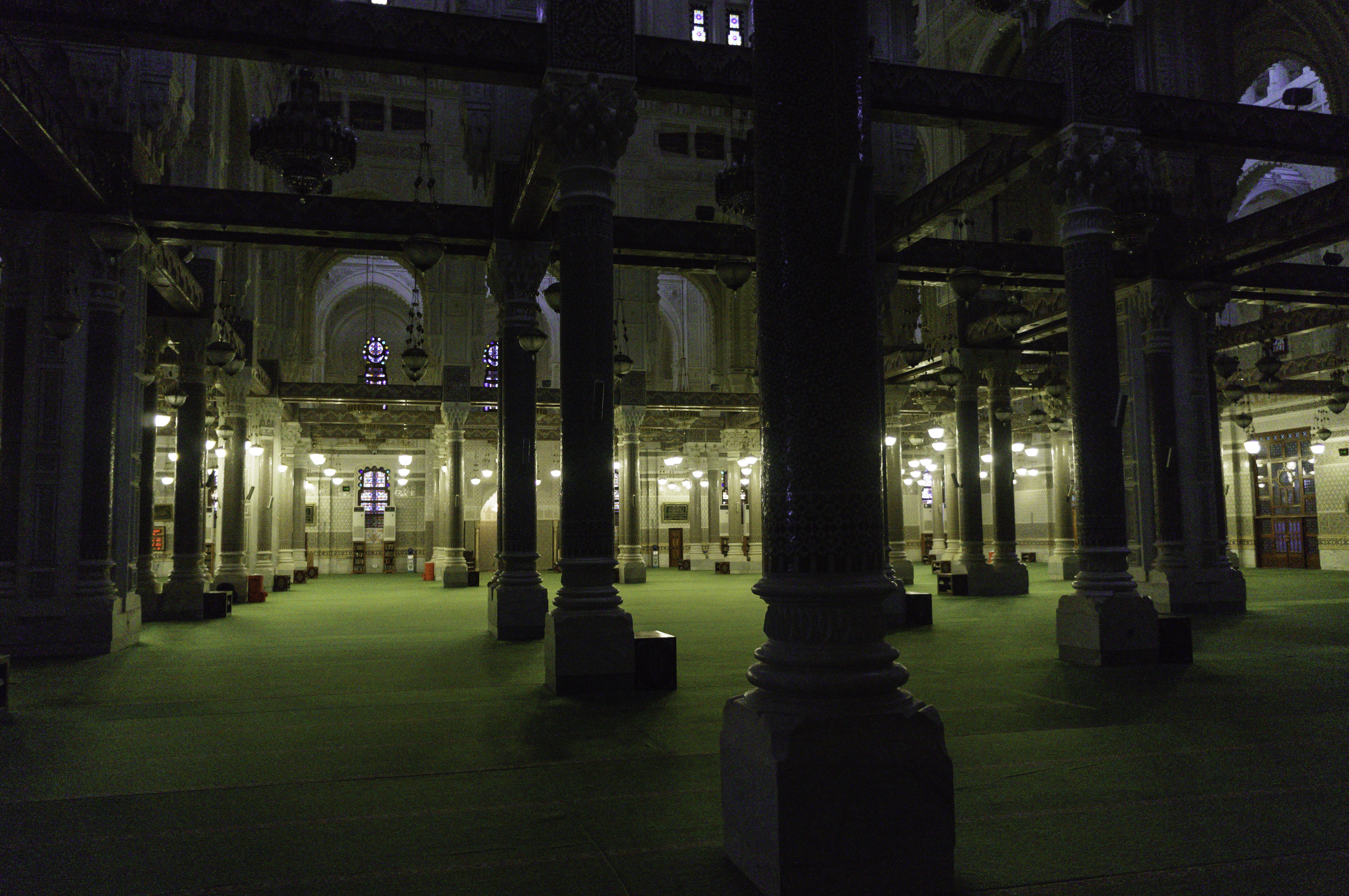
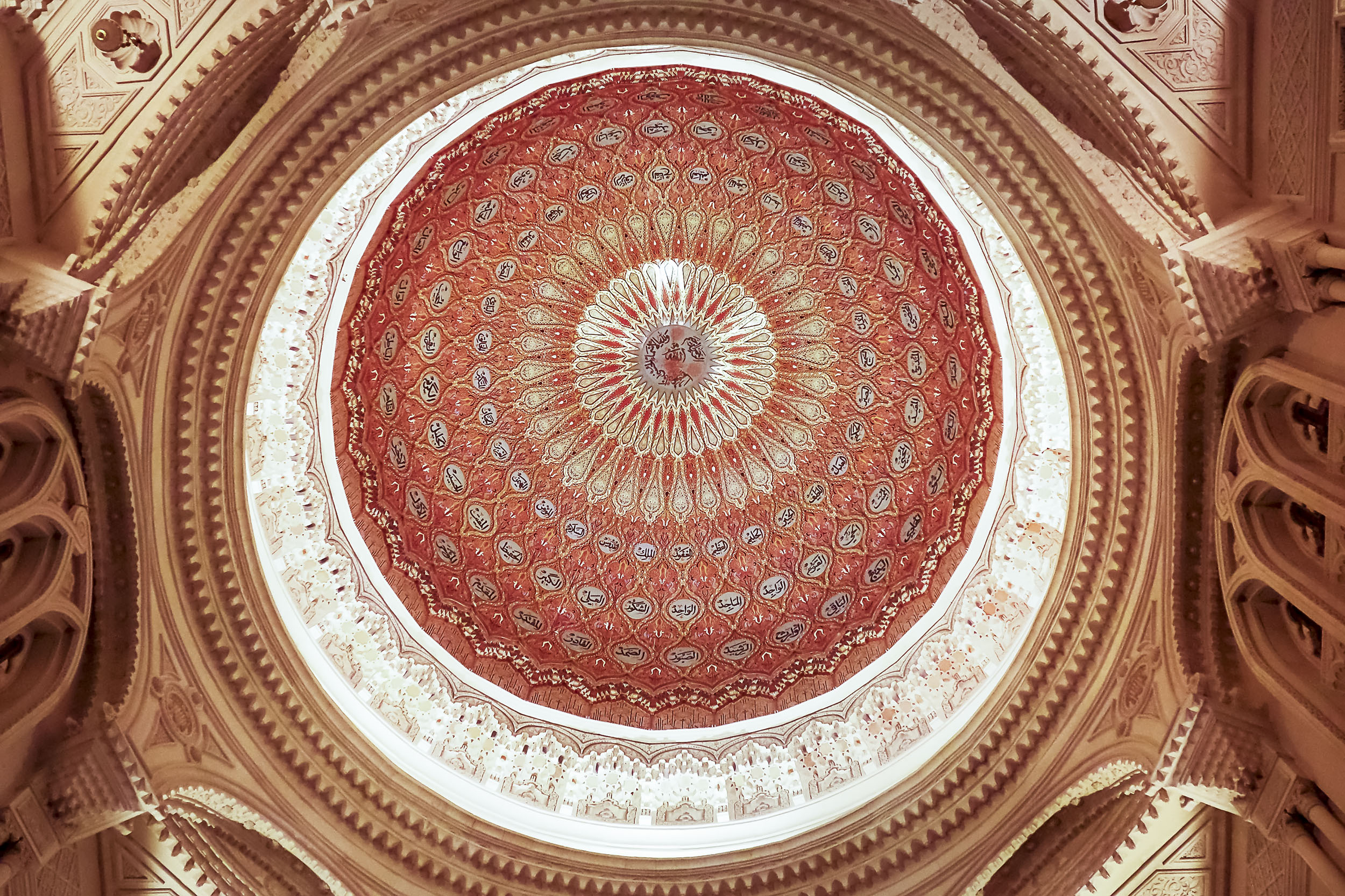
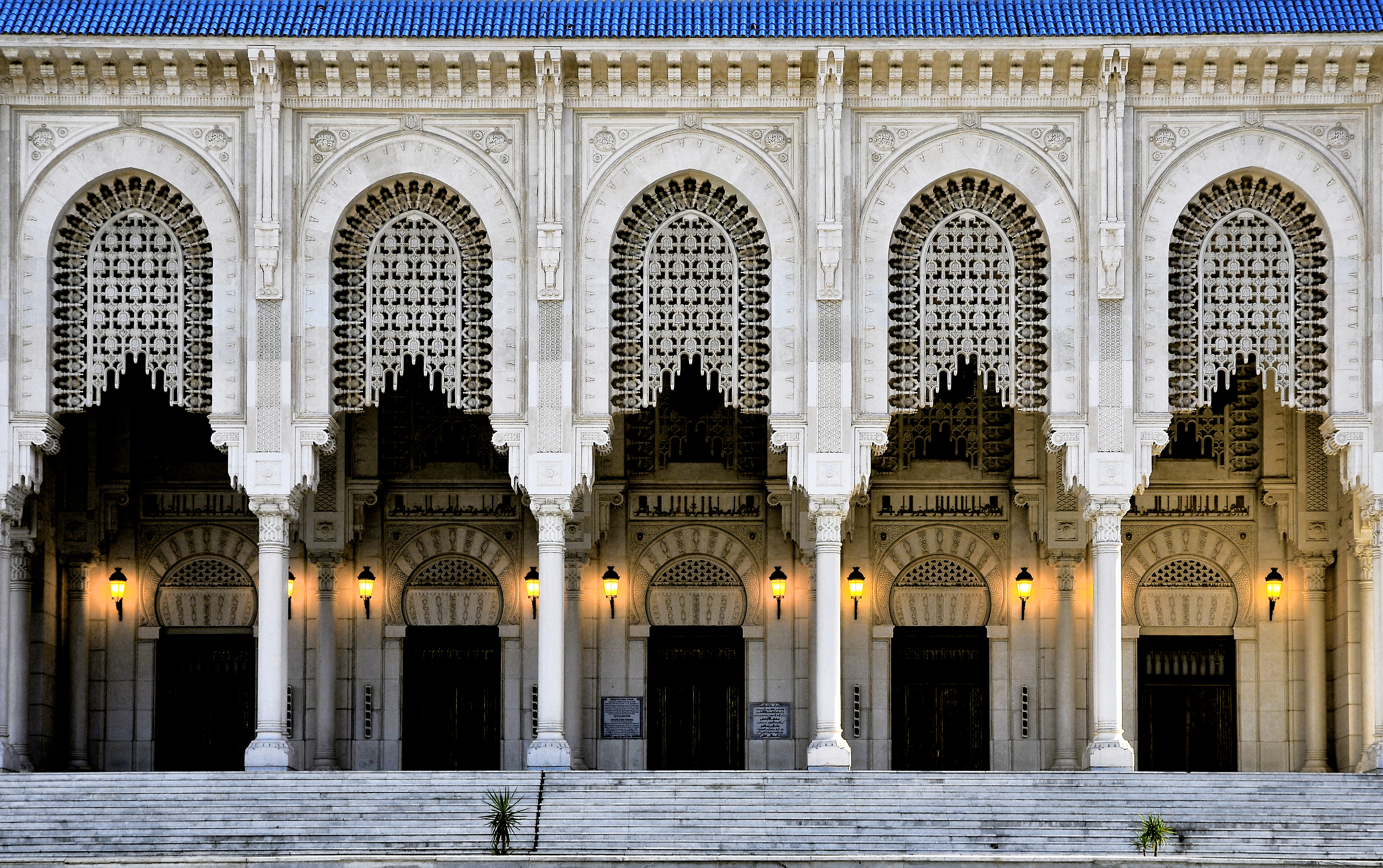
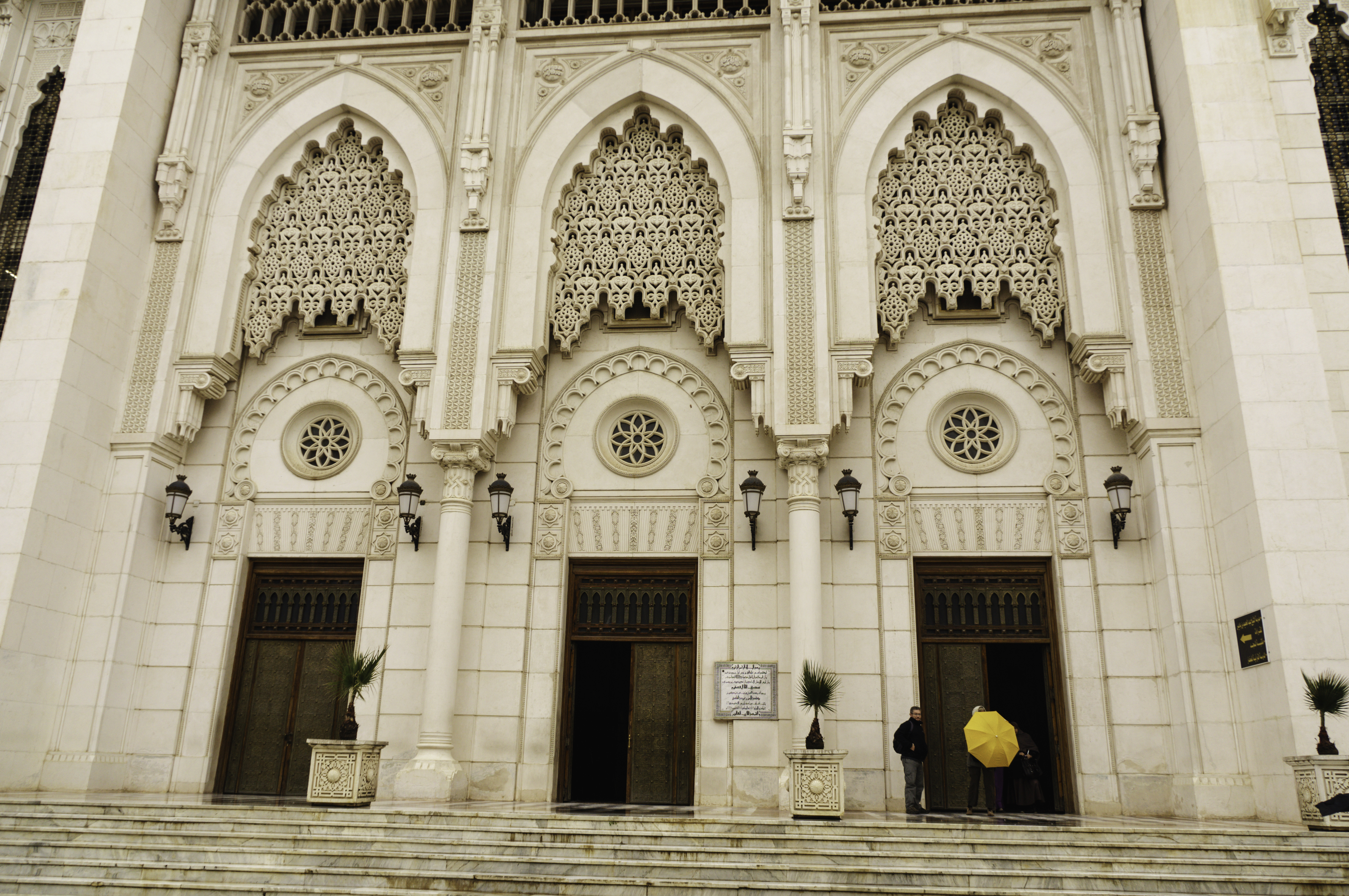
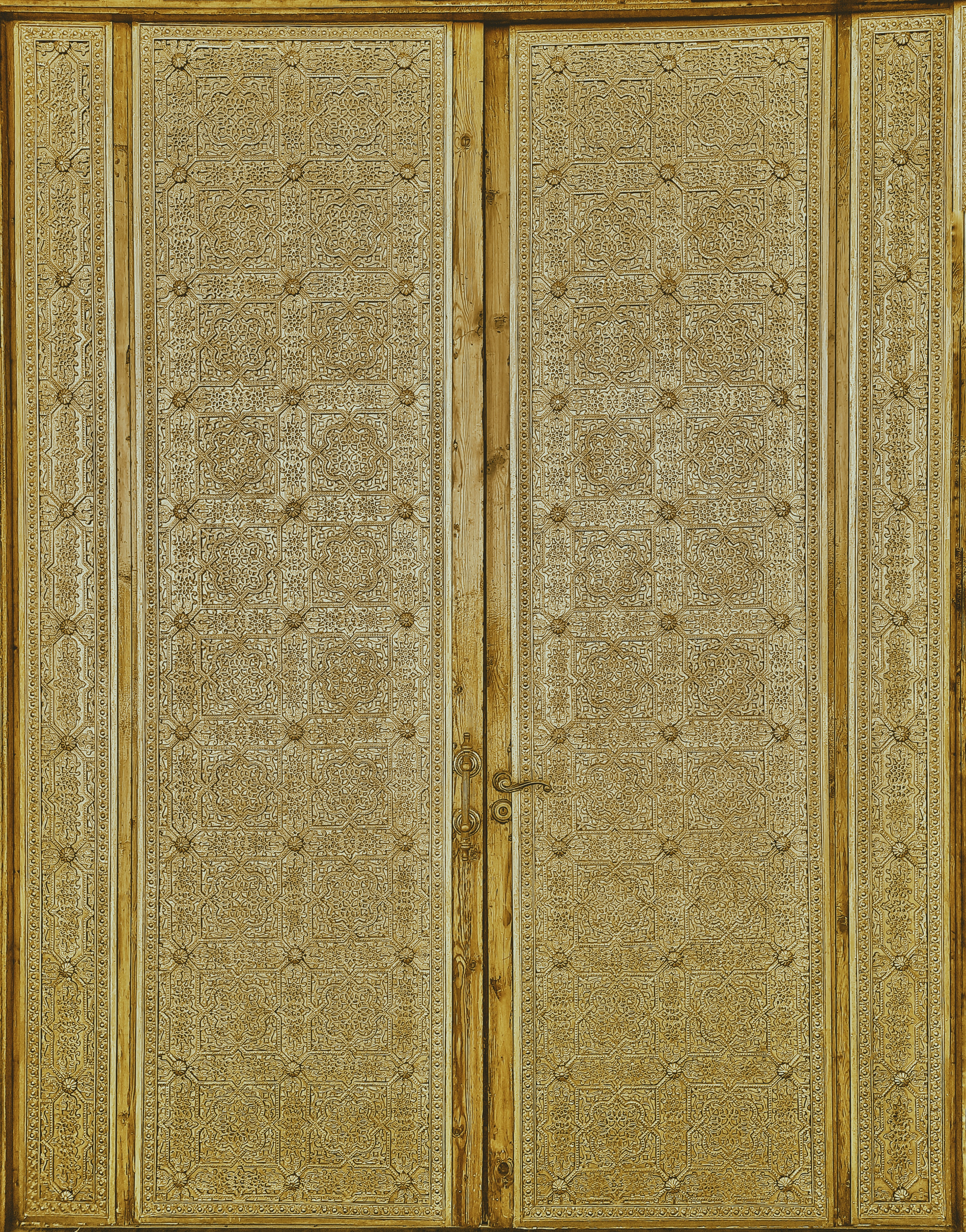
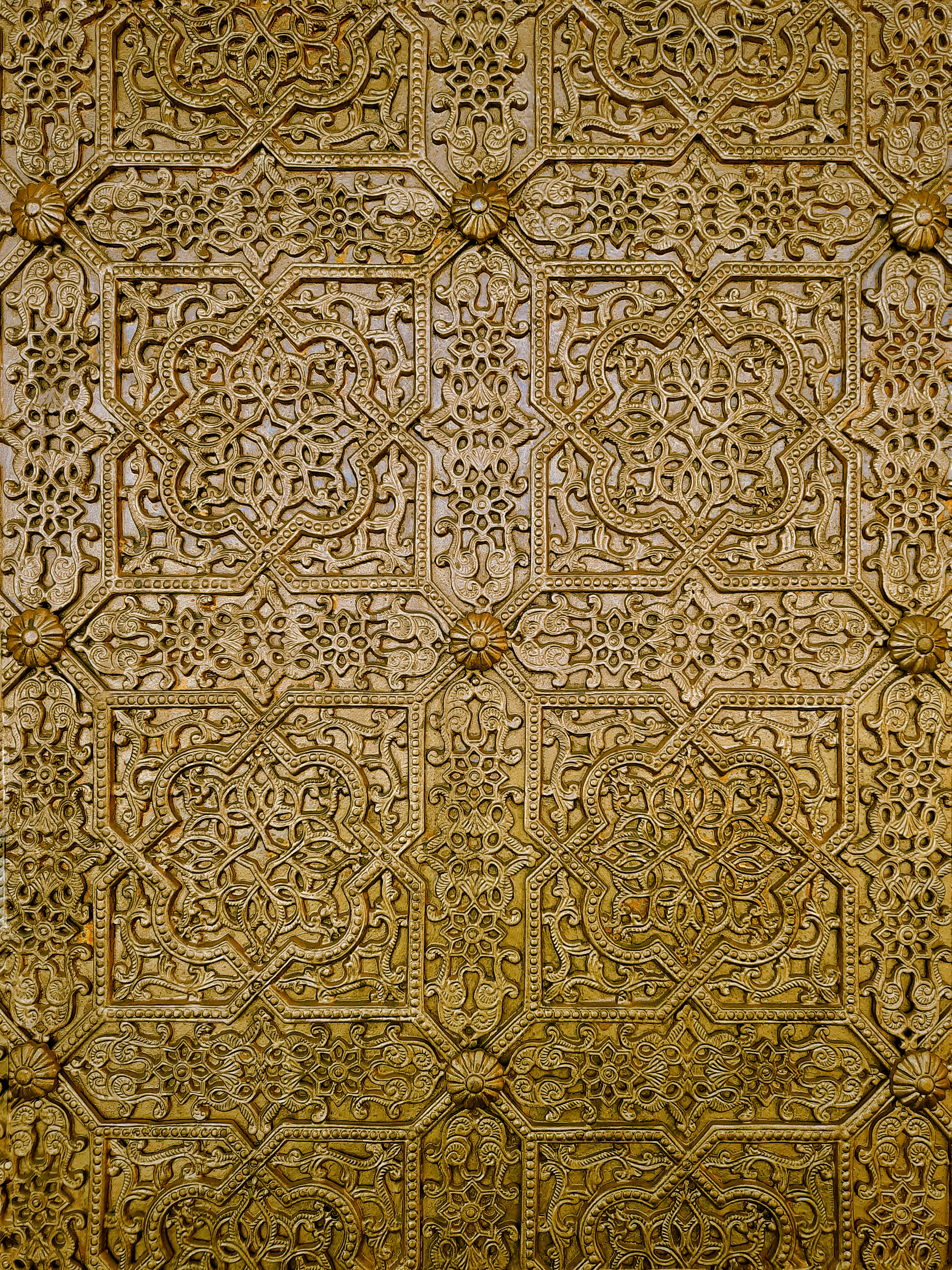

## مقاييس الجامع
- تبلغ مساحته الكلية: 13 هكتار
- المساحة المبنية: 10 هكتار

## المئذنة والقباب
- يبلغ علو المنارتان 120 متر

### القباب
- قطر القبة: 20 مترا
- ارتفاع القبة: 65 مترا

## وصلات خارجية
- -موقع مسجد الأمير عبد القادر قسنطينة
- الموقع الرسمي لجامعة الأمير عبد القادر للعلوم الإسلامية
- موقع قسنطينة الأمس واليوم.